# Folland Gnat
Folland Gnat là một loại máy bay tiêm kích hạng nhẹ và máy bay huấn luyện phản lực cận âm cỡ nhỏ, do hãng Folland Aircraft phát triển cho Không quân Hoàng gia, và nó cũng được trang bị cho Không quân Ấn Độ.

## Biến thể

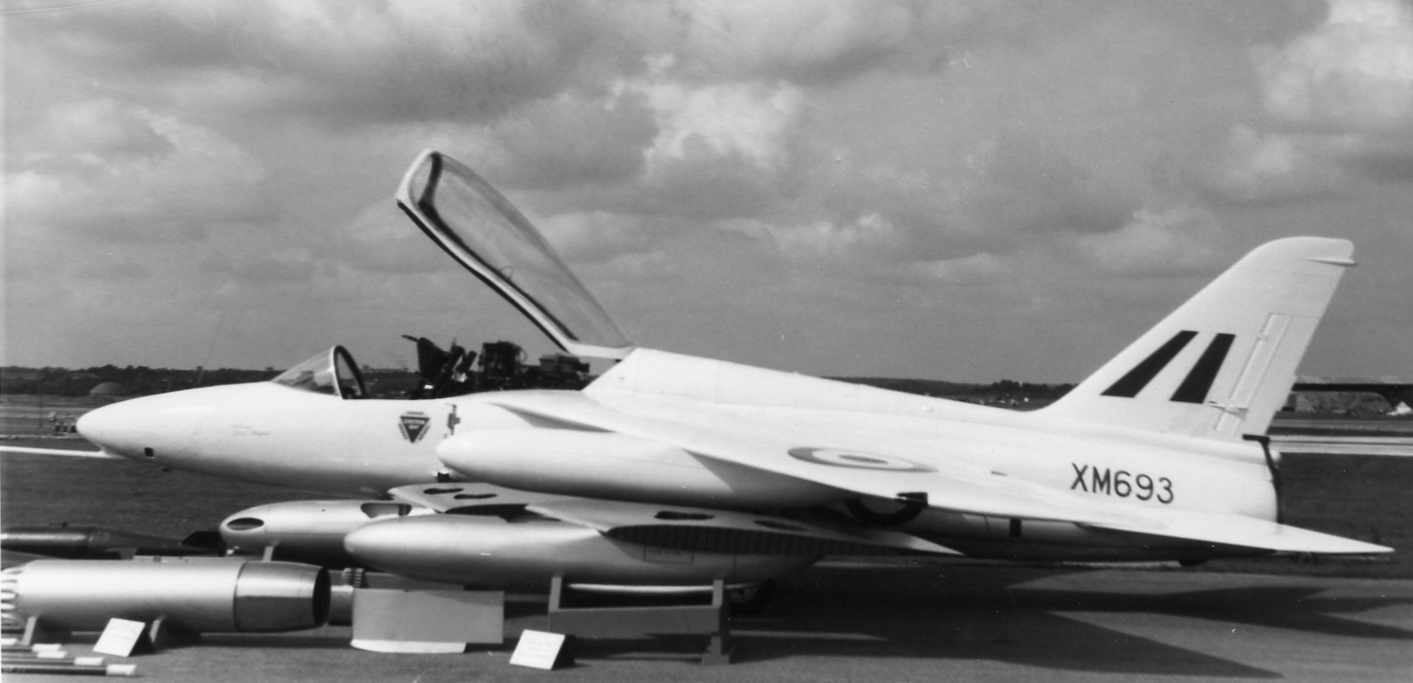
Mẫu thử thứ ba của Gnat T.1 là XM693 tại triển lãm SBAC năm 1961.

Fo.140 Gnat
Fo.141 Gnat
Gnat F.1
Gnat FR.1
Fo.142 Gnat / Gnat F.2
Fo.143 Gnat / Gnat F.4
Fo.144 Gnat Trainer / Gnat T.1
HAL Ajeet
HAL Ajeet Trainer

## Quốc gia sử dụng
Phần Lan
- Không quân Phần Lan

 Ấn Độ
- Không quân Ấn Độ

 Anh Quốc

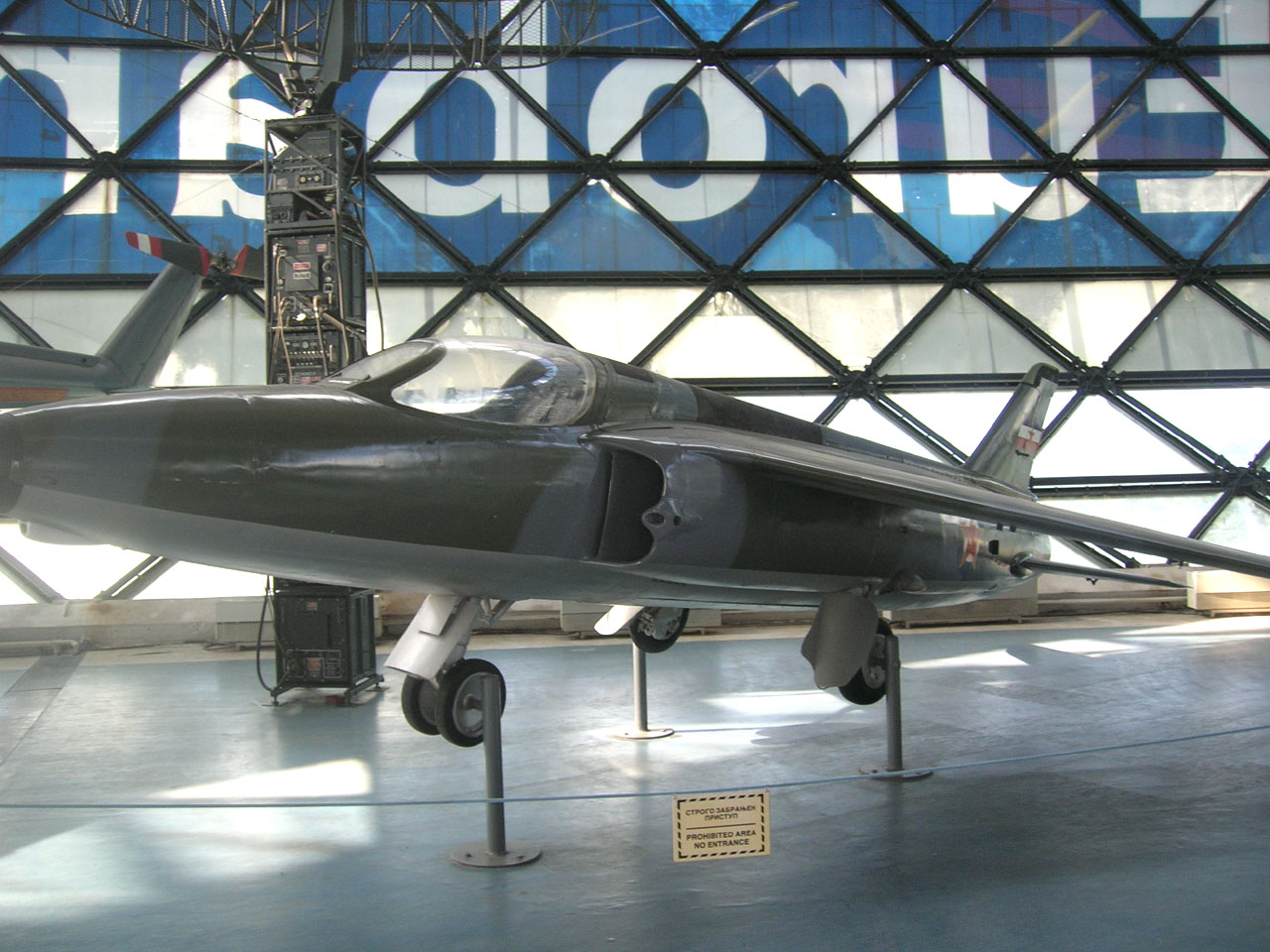
Folland Gnat sơn biểu tượng của không quân Nam Tư tại Bảo tàng Hàng không Belgrade.

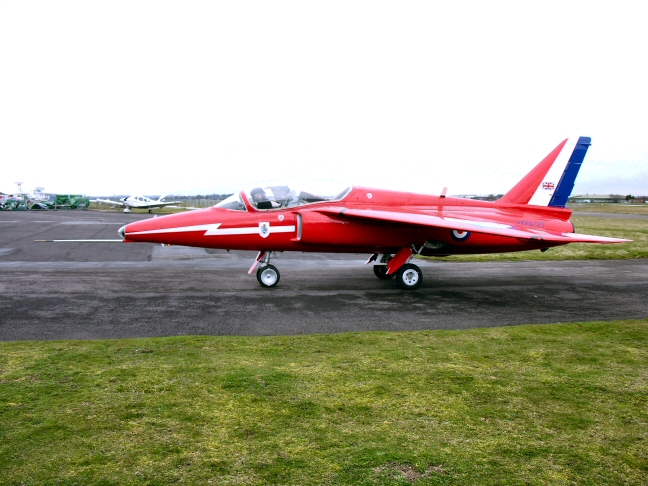
Một chiếc từng thuộc Red Arrows số hiệu XR537

- Viện nghiên cứu khoa học không quân
- Không quân Hoàng gia

 Nam Tư
- Không quân SFR Nam Tư

## Tính năng kỹ chiến thuật (Gnat F.1)
Dữ liệu lấy từ The Great Book of Fighters
Đặc điểm tổng quát
- Tổ lái: 1
- Chiều dài: 28 ft 8 in (8,74 m)
- Sải cánh: 22 ft 1 in (6,73 m)
- Chiều cao: 8 ft 1 in (2,46 m)
- Diện tích cánh: 136,6 ft² (12,69 m²)
- Trọng lượng rỗng: 4.800 lb (2.175 kg)
- Trọng lượng cất cánh tối đa: 9.040 lb (4.100 kg)
- Động cơ: 1 × Bristol Siddeley Orpheus 701-01 , 4.705 lbf (20,9 kN)

 Hiệu suất bay 
- Vận tốc cực đại: 695 mph (mach 0,95) (1.120 km/h) trên độ cao 20.000 ft (6.100 m)
- Tầm bay: 500 mi (800 km)
- Trần bay: 48.000 ft (14.630 m)
- Vận tốc leo cao: 20.000 ft/phút (101,6 m/s)

Trang bị vũ khí

- 2x pháo ADEN 30mm
- 2x bon 500 lb (227 kg) hoặc 18x rocket 3 in (76 mm)